# دیوید بیورکلوند
دیوید بیورکلوند (انگلیسی: David F. Bjorklund؛ زادهٔ ۱۹۴۹) روان‌شناس اهل ایالات متحده آمریکا در دانشگاه فلوریدا آتلانتیک است.